# Andrew Rindfleisch
Andrew Rindfleisch (1963) is een Amerikaans componist, muziekpedagoog en dirigent.

## Levensloop
Rindfleisch studeerde aan de Universiteit van Wisconsin in Madison en behaalde aldaar zijn Bachelor of Music en vervolgens aan het New England Conservatory te Boston (Massachusetts) waar hij zijn Master of Music behaalde. Hij voltooide zijn studies aan de Harvard-universiteit in Cambridge (Massachusetts) en promoveerde tot Ph.D. (Philosophiæ Doctor). 
Hij heeft verschillende muziekensembles opgericht (Boston's Phantom Arts enz.) en is tegenwoordig dirigent van de Cleveland Contemporary Players en het Utah Arts Festival Orchestra. 
Rindfleisch is professor in muziek en hoofd van de afdeling compositie van de Cleveland State University in Cleveland (Ohio).
Als componist ontving hij belangrijke prijzen en onderscheidingen waaronder in 1996 een studiebeurs van de John Simon Guggenheim Foundation en in 1997-1998 werd hij onderscheiden met de Prix de Rome, maar hij won ook de Cleveland Arts Prize, de Aaron Copland Award en hij werd onderscheiden door de Koussevitzky Foundation Commission van de Library of Congress. 
Hij schreef werken voor orkest, harmonieorkest, koren, vocale muziek en kamermuziek. 

## Composities

### Werken voor orkest
- 1983 Barcarolle, voor strijkorkest
- 1999 Circus Music, voor kamerorkest
- 2008 Opening Veins, voor kamerorkest

### Werken voor harmonieorkest
- 2001 The Light Fantastic, voor harmonieorkest
  1. Squaring off
  2. Sarabanding
  3. Do the Hustle
- 2006 Mr. Atlas, voor harmonieorkest

### Vocale muziek
- 1990 Three Songs, voor sopraan en piano - tekst: A.M. Perez

### Werken voor koren
- 1986 In Manus Tuas, naar Sebastián de Vivanco voor gemengd koor - tekst: liturgisch
- 1987 Dixit Dominus, voor gemengd koor - tekst: Psalm 109
- 1988 Sweet Rose Fair Flower, voor gemengd koor - tekst: William Shakespeare
- 1989 Gebet, voor mannenkoor (TTBB) - tekst: Eduard Mörike
- 1990 Lady Evergreen Song, voor gemengd koor met mezzosopraan solo - tekst: A.M. Perez
- 1998 Psalm (126), voor gemengd koor - tekst: Psalm 126
- 2003 To His Music, voor gemengd koor - tekst: William Shakespeare "Henry VIII" en Psalm 90
- 2004 Me! Come! My Dazzled Face!, voor vrouwenkoor (SSAA) - tekst: Emily Dickinson
- 2005 Graue Liebesschlangen, voor gemengd koor - tekst: Rainer Maria Rilke
- 2007 Veni Sancte Spiritus, voor gemengd koor - tekst: liturgisch
- 2008 Careless Carols, voor gemengd koor - tekst: Rabindranath Tagore
- 2009 Anthem, voor gemengd koor - tekst: Bijbel

### Kamermuziek
- 1985 Sonata, voor trompet en piano
- 1988 Fanfare, voor koperkwintet
- 1989 Chorale and Prayer, voor trombonekoor (of: trombonekwartet)
- 1992 Fanatical Dances, voor zeven spelers (dwarsfluit (ook: altfluit en basfluit), klarinet (ook: basklarinet), viool, cello, piano en twee slagwerkers)
- 1993 Trio, voor piano, viool en cello
- 2000 What Vibes!, voor zes spelers (dwarsfluit (ook: piccolo), klarinet (in Es, en bas), viool, cello, piano en slagwerk
- 2002 Two Pieces, voor viool en piano
- 2004 Night Singing, voor klarinet (ook: basklarinet), piano en twee slagwerkers

### Werken voor jazz-ensemble en Big Band
- 2006 Gonzo on Manzo, voor jazz ensemble

### Werken voor piano
- 1991 Birthday Music
- 1999 Reverie